# Seznam azerbajdžanskih generalov
Seznam azerbajdžanskih generalov.

## A
- Safar Abiyev
- Mahammad Asadov
- Azi Ahad Aslanov

## H
- Zakir Hasanov

## M
- Samedbey Mehmandarov

## N
- Hussein Khan Nakhichevanski

## S
- Najmaddin Sadigov
- Ali Agha Shikhlinski